# Бадіс ібн аль-Мансур
Бадіс ібн аль-Мансур (араб. باديس بن المنصور; д/н — 1016) — 3-й емір держави Зірідів в Іфрікії у 995—1016 роках. Повне ім'я Абу Манад Бадіс ібн аль-Мансур Насір аль-Даула.

## Життєпис
Син еміра Аль-Мансура. Про дату народження й молоді роки відомостей обмаль. 995 року після смерті батька успадкував владу. Втім проти нього повстали прастрийки Заві і Максан, на допомогу до яких прибули війська Кордовського халіфату. Було втрачено західні володіння Зірідів. 996 року війська Бадіса завдали Максану і Заві поразки, змусивши підкоритися. Бадіс надав прастрийкам нові володіння в центральному Магрибі. Водночас призначив намісником Алжиру стрийка Хаммада.
999 року у володіння Зірідів вступив Зірі ібн Атійя, шейх північних берберів-маграва. Він втік після невдалого повстання проти Кордовського халіфату. Проте виступив проти зірідів. На його бік перейшли Заві та Максан. Емір відправив Хаммада придушити повстання. Боротьба тривала до 1001 року.
1001 року війська Фатімідів вдерлися до Триполітанії, внаслідок чого Бадіс мусив діяти там, надавши свободу Хаммадану в центральному Магрибі.

У 1004 році племена зената, яких підбурив хаджиба Кордовського халіфату Абд аль-Маліка, вдерлися у володіння Зірідів, захопивши Мсілу і Ашир. Проте 1005 року були відбиті.

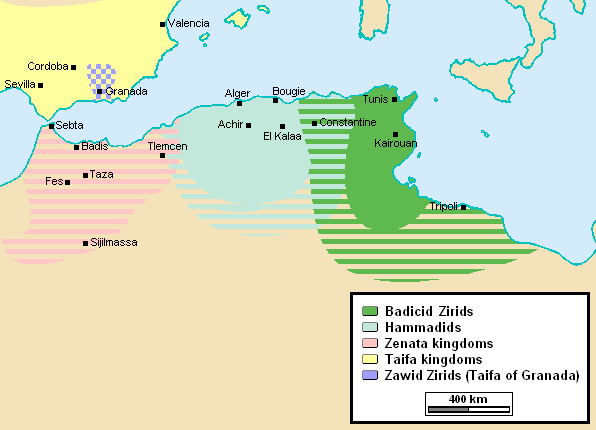
Володіння Бадіса на кінець правління (позначено зеленим кольором)

1008 року Хаммад фактично став незалежним від Зірідів.
1014 року Хаммад оголосив про визнання духовної влади Аббасидів, а не Фатимідів, що стало офіційним розірванням стосунків з Зірідами. Після тривалої підготовки Бадісу у 1015 році почав проти нього військову кампанію. Спочатку на річці Шеліфф Бадіс завдав супротивникові тяжкої поразки, а потім взяв в облогу Бені-Хаммад. Проте 6-місячна облога не мала результату. Помер Бадіс 1016 року. Йому спадкував син аль-Муїзз.